# Svinjogojstvo
Svinjogojstvo je grana stočarstva koja obuhvaća uzgoj i gospodarsko iskorištavanje svinja radi mesa, masti, kože, dlake i dr. Najčešće je zastupljeno u područjima intenzivne poljoprivrede, u prigradskim zonama i u blizini centara prehrambene industrije.
Svinjogojstvo je dobro razvijeno u Kini, SAD-u, Rusiji i Brazilu. 